# Гилли, Мики
Мики Лерой Гилли (англ. Mickey Leroy Gilley; 9 марта 1936, Натчез, Миссисипи — 7 мая 2022, Брансон, Миссури) — американский кантри-музыкант, певец, композитор и пианист. По данным журнала People, Мики Гилли являлся одним из популярных музыкантов США, который имел на своём счету 17 хитов № 1 в Hot Country Songs. Имел 1 звезду на Голливудской «Аллее Славы».

## Биография
Мики Лерой Гилли родился в семье Артура Фильмора Гилли (англ. Arthur Fillmore Gilley) (1897–1982) и Ирен Гилли (ур. Льюис) (англ. Irene Gilley (née Lewis); (1900–1985)) в Натчезе, Миссисипи, в округе Адамс. Много лет он жил со своими кузенами - Джерри Ли Льюисом, который был рок-н-ролл-звездой, и будущим евангелистом Ассамблей Бога Джимми Сваггертом. Гилли пробовал научиться играть на пианино в раннем возрасте, но он не смог играть также искусно, как Джерри Льюис. Покинув Луизиану, где он жил вместе с кузенами, Мики переехал в Хьюстон, где учился петь; вскоре он полюбил кантри и поп-баллады и начал играть в клубах Техаса.
Первые записи на независимых лейблах Техаса не были успешными и он продолжил выступать в клубах, где публика успела полюбить молодого музыканта. Гилли также играл сессионщиком в коллективе Big Easy, позднее зарекомендовав себя в качестве звезды, он записал свою первую песню «Call Me Shortly», которая стала первым хитом музыканта.
В 1964 году он выпустил дебютный альбом Lonely Wine, а в 1968 году подписал контракт с лейблом Louisisana’s Paula и издал «Now I Can Live Again». Второй альбом назывался Down the Line и был издан в 1967 году, за год до записи был выпущен «Now I Can Live Again».
В 1970 году Мики познакомился с миллионером Шервудом Краером, который помог Гилли устроиться в клуб «Pasadena». Очень скоро клуб завоевал славу "величайшего мирового пристанища хонки-тонка".
До этого Гилли писал песни для Dot Records и проживал в Луизиане и Миссисипи.
В 1974 году перезаписал хит Пэтси Клайн «She Called Me Baby (All Night Long)» и исполнил песню Джорджа Моргана «Room Full of Roses»; все эти композиции записывались на собственном лейбле музыканта — Astro Records. Композиция быстро стала хитом № 1 в США в чарте Country Songs, кроме того она попала в Billboard Hot 100 на место № 50. Вторым хитом певца стала композиция «I Overlooked an Orchid», за которой последовал выпуск нескольких успешных композиций, таких как: «City Lights», «Window Up Above», «Bring It on Home to Me», выбранные музыкантом в качестве кавер-версий, «Don’t The Girls All Get Prettier at Closing Time», «She’s Pulling Me Back Again», сочиненные Мики Гилли. Все они заняли места № 1 в хит-параде Country Songs.
В 1976 году Гилли выиграл ACM Awards в номинациях: «Певец года», «Лучший мужской вокалист», «Сингл года» за композицию «Bring It on Home to Me», и «Альбом года» — Gilley’s Smoking.
В 1978 году компания Epic Records выкупила лейбл Playboy Records, который до своего закрытия выпускал следующие альбомы Мики Гилли: Room Full of Roses, City Lights, Overnight Sensation и многие другие пластинки музыканта. В том же году он выступил на шоу Pop Goes Country вместе со своим кузеном Джерри Ли Льюисом.
Певец стал более известен благодаря появлению в фильме «Городской ковбой», кроме того «Stand By Me» прозвучала в саундтреке к этому фильму. Вместе с Гилли также снимались Барри Корбин, Чарли Дэниелс, Джеймс Гаммон, Скотт Гленн, Джерри Холл, известная певица Бонни Райт и другие. Режиссёром фильма стал Джеймс Бриджс. В том же году записанная кавер-версия песни «Stand By Me», которую первоначально исполнял Бен Кинг заняла место № 22 в Billboard Hot 100 и попала на позицию 3 в чарте Adult Contemporary; кроме того Гилли издал сингл «That’s All Matters», а следом за ним вышел «A Headache Tomorrow (Or a Headache Tonight)», которые стали хитами № 1 в чарте Country Songs.
В 1980-х Гилли упростил свой стиль, который первоначально назывался «классическим кантри» и взял курс на поп-музыку.
В 1981 и 1982 хитами становились: «Lonely Nights», «Put Your Dreams Away», «Fool for Your Love». В начале 80-х были изданы два альбома Гилли — Encore и 16 Biggest Hits, которые получили золотой статус в США от Американской ассоциации звукозаписывающих компаний.
В 1983 году Гилли записал дуэтную композицию «Paradise Tonight» вместе с Чарли Макклейном; после успеха этой песни, Гилли и Макклейн выпустили совместный альбом It Takes Believers. В 1983 он снялся в фильме Off the Wall. Успех продолжал сопутствовать музыканту, а многие его композиции незамедлительно становились хитами, но в 1986 году его популярность пошла на спад. У него также начались финансовые проблемы, а его Gilley’s Club пришлось закрыть.

## Дискография
| - Lonely Wine (1964) - Down the Line (1967) - Room Full of Roses (1974) - City Lights (1975) - Movin' On (1975) - Overnight Sensation (1975) - Smokin’ (1976) - First Class (1977) - Flyin' High (1978) - The Songs We Made Love To 49 (1979) - Mickey Gilley (1979) - That’s All That Matters to Me (1980) - Encore (1980) - You Don’t Know Me (1981) - Christmas at Gilley’s (1981) - Put Your Dreams Away (1982) - Fool for Your Love (1983) - You Really Got a Hold on Me (1983) - It Takes Believers (совместно с Чарли Макклейном) (1984) - Too Good to Stop Now (1984) - Live at Gilley’s (1985) - I Feel Good About Loving You (1985) - One and Only (1986) - Back to the Basics (1987) - Chasin' Rainbows (1989) - I Saw the Light (1996) - At His Best (1974) - Greatest Hits (1976) - Greatest Hits 2 (1978) - At His Best 2 (1978) - Suburban Cowboy (1982) - All My Best (1982) - Biggest Hits (1982) - Ten Years of Hits (1984) - «Paradise Tonight» (совместно с Чарли Маккейном) (1983) - «Candy Man» (совместно с Чарли Маккейном) (1984) - «The Right Stuff» (совместно с Чарли Маккейном) (1984) - «It Ain’t Gonna Worry My Mind» (совместно с Рэй Чарльзом) (1985) | - «Now I Can Live Again» (1964) - «Room Full of Roses» (1974) - «I Overlooked an Orchid» (1974) - «City Lights» (1974) - «Window Up Above» (1975) - «Bouquet of Roses» (1975) - «Roll You Like a Wheel»(совместно с Барби Бентон) (1975) - «Overnight Sensation» (1975) - «Don’t the Girls All Get Prettier at Closing Time» (1976) - «Bring It On Home to Me» (1976) - «Lawdy Miss Clawdy» (1976) - «She’s Pulling Me Back Again» (1977) - «Honky Tonk Memories» (1977) - «Chains of Love» (1977) - «The Power of Positive Drinkin'» (1978) - «Here Comes the Hurt Again» (1978) - «The Song We Made Love To» (1978) - «Just Long Enough to Say Goodbye» (1979) - «My Silver Lining» (1979) - «A Little Gettin' Used To» (1979) - «True Love Ways» (1980) - "Stand by Me " (1980) - «That’s All That Matters» (1980) - «A Headache Tomorrow (Or a Heartache Tonight)» (1981) - "You Don’t Know Me " (1981) - «Lonely Nights» (1981) - «Tears of the Lonely» (1982) - «Put Your Dreams Away» (1982) - "Talk to Me " (1982) - "Fool for Your Love " (1983) - «Your Love Shines Through» (1983) - «You’ve Really Got a Hold on Me» (1984) - «Too Good to Stop Now» (1984) - «I’m the One Mama Warned You About» (1985) - «You’ve Got Something on Your Mind» (1985) - «Your Memory Ain’t What It Used to Be» (1985) - «Doo-Wah Days» (1986) - «Full Grown Fool» (1987) - «I’m Your Puppet» (1988) - «She Reminded Me of You» (1988) - «You’ve Still Got a Way with My Heart» (1989) - «There I’ve Said It Again» (1989) |